# Southern 500
Le Southern 500 est une course automobile de véhicule type stock-car, organisée par la NASCAR comptant pour le championnat des NASCAR Cup Series.
Elle se déroule au Darlington Raceway dans l'état de Caroline du Sud aux États-Unis.
Sa distance est de 501 milles (806,281344 km) soit 367 tours.
De 1950 à 2003, ainsi que depuis 2015, elle a eu lieu le week-end de la Fête du travail (Labor Day). Le Southern 500 faisait partie du Grand Chelem (en) du calendrier de la NASCAR. Elle fut surnommée la plus ancienne course de superspeedway de la NASCAR. Pendant des décennies, elle a été considérée par les pilotes et les médias comme la course la plus difficile du programme pour beaucoup à cause de la configuration inhabituelle de la piste en forme d'œuf asymétrique, du revêtement très abrasif et des conditions atmosphériques. Le Darlington Raceway possède la réputation d'être un circuit trop difficile à apprivoiser ("Track Too Tough to Tame").
L'histoire du Southern 500 retiendra que les pilotes Bill Elliott et Jeff Gordon y ont décroché le Grand Chelem (la Winston Million) respectivement en 1985 et en 1997. C'est également lors de la course de 1992 que Darrell Waltrip y remporte la dernière victoire de sa carrière en Cup Series.
Jusqu'en 2004, le circuit accueillait deux courses de Cup Series, le Southern 500 en automne, et le Carolina Dodge Dealers 400 au printemps.
En 2004, le Southern 500 est déplacé au mois de novembre et constituait l'avant-dernière course des playoffs de la Cup Series. La saison suivante, à la suite de l'Arrêt Ferko (en), Darlington perd une de ses courses. Celle de 500 miles est déplacée le week-end de la Fête des mères au mois de mai et est rebaptisée Dodge Charger 500 à la suite du sponsoring par la société Dodge. La course se déroule pendant cette période de nuit.
L'événement reprend son nom de Southern 500 en 2009. En 2015, elle est à nouveau organisée lors du traditionnel week-end de la Fête du Travail. Depuis 2015, ce week-end de course a été surnommé le "NASCAR Throwback", les voitures arborant une décoration (peintures) style rétro,,.
Kyle Larson est le vainqueur sortant.

## Logos

2010-2011
2012
2013
Depuis 2020

## Palmarès
| Année | Date               | Pilote           | Écurie                      | Châssis    | Course | Course            | Course          | Course             | Note       |
| ----- | ------------------ | ---------------- | --------------------------- | ---------- | ------ | ----------------- | --------------- | ------------------ | ---------- |
| Année | Date               | Pilote           | Écurie                      | Châssis    | Tours  | Miles (km)        | Durée           | Moyenne (miles/hr) | Note       |
| 1950  | 4 septembre        | Johnny Mantz     | Hubert Westmoreland         | Plymouth   | 400    | 500,000 (804,672) | 6 h 38 min 40 s | 075,250            |            |
| 1951  | 3 septembre        | Herb Thomas      | Herb Thomas                 | Hudson     | 400    | 500,000 (804,672) | 6 h 30 min 05 s | 076,906            |            |
| 1952  | 1er septembre      | Fonty Flock      | Frank Christian             | Oldsmobile | 400    | 500,000 (804,672) | 6 h 42 min 37 s | 074,512            |            |
| 1953  | 7 septembre        | Buck Baker       | Bob Griffin                 | Oldsmobile | 364    | 500,500 (805,476) | 5 h 23 min 19 s | 092,881            |            |
| 1954  | 6 septembre        | Herb Thomas      | Herb Thomas                 | Hudson     | 364    | 500,500 (805,476) | 5 h 16 min 01 s | 095,026            |            |
| 1955  | 5 septembre        | Herb Thomas      | Herb Thomas                 | Chevrolet  | 364    | 500,500 (805,476) | 5 h 25 min 25 s | 092,281            |            |
| 1956  | 3 septembre        | Curtis Turner    | Charlie Schwam              | Ford       | 364    | 500,500 (805,476) | 5 h 15 min 33 s | 095,167            |            |
| 1957  | 2 septembre        | Speedy Thompson  | Speedy Thompson             | Chevrolet  | 364    | 500,500 (805,476) | 5 h 00 min 01 s | 100,094            |            |
| 1958  | 1er septembre      | Fireball Roberts | Frank Strickland            | Chevrolet  | 364    | 500,500 (805,476) | 4 h 52 min 44 s | 102,585            |            |
| 1959  | 7 septembre        | Jim Reed         | Jim Reed                    | Chevrolet  | 364    | 500,500 (805,476) | 4 h 28 min 30 s | 111,836            |            |
| 1960  | 5 septembre        | Buck Baker       | Jack Smith                  | Pontiac    | 364    | 500,500 (805,476) | 4 h 43 min 34 s | 105,901            |            |
| 1961  | 4 septembre        | Nelson Stacy     | Dudley Farrell              | Ford       | 364    | 500,500 (805,476) | 4 h 54 min 45 s | 117,787            |            |
| 1962  | 3 septembre        | Larry Frank      | Ratus Walters               | Ford       | 364    | 500,500 (805,476) | 4 h 14 min 34 s | 117,965            |            |
| 1963  | 2 septembre        | Fireball Roberts | Holman-Moody                | Ford       | 364    | 500,500 (805,476) | 3 h 51 min 23 s | 129,784            |            |
| 1964  | 7 septembre        | Buck Baker       | Ray Fox                     | Dodge      | 364    | 500,500 (805,476) | 4 h 15 min 01 s | 117,757            |            |
| 1965  | 6 septembre        | Ned Jarrett      | Bondy Long                  | Ford       | 364    | 500,500 (805,476) | 4 h 19 min 09 s | 115,878            |            |
| 1966  | 5 septembre        | Darel Dieringer  | Bud Moore Engineering       | Mercury    | 364    | 500,500 (805,476) | 4 h 21 min 31 s | 114,830            |            |
| 1967  | 4 septembre        | Richard Petty    | Petty Enterprises           | Plymouth   | 364    | 500,500 (805,476) | 3 h 50 min 15 s | 130,423            |            |
| 1968  | 2 septembre        | Cale Yarborough  | Wood Brothers Racing        | Mercury    | 364    | 500,500 (805,476) | 3 h 58 min 05 s | 126,132            |            |
| 1969  | 1er septembre      | LeeRoy Yarbrough | Junior Johnson & Associates | Ford       | 230    | 316,250 (508,955) | 2 h 59 min 40 s | 105,612            | [ Note 1 ] |
| 1970  | 7 septembre        | Buddy Baker      | Cotton Owens                | Dodge      | 367    | 501,322 (806,799) | 3 h 55 min 03 s | 128,817            |            |
| 1971  | 6 septembre        | Bobby Allison    | Holman-Moody                | Mercury    | 367    | 501,322 (806,799) | 3 h 48 min 55 s | 131,398            |            |
| 1972  | 4 septembre        | Bobby Allison    | Richard Howard              | Chevrolet  | 367    | 501,322 (806,799) | 3 h 54 min 46 s | 128,124            |            |
| 1973  | 3 septembre        | Cale Yarborough  | Richard Howard              | Chevrolet  | 367    | 501,322 (806,799) | 3 h 44 min 25 s | 134,033            |            |
| 1974  | 2 septembre        | Cale Yarborough  | Junior Johnson & Associates | Chevrolet  | 367    | 501,322 (806,799) | 4 h 30 min 48 s | 111,075            |            |
| 1975  | 1er septembre      | Bobby Allison    | Team Penske                 | AMC        | 367    | 501,322 (806,799) | 4 h 17 min 28 s | 116,825            |            |
| 1976  | 5 septembre        | David Pearson    | Wood Brothers Racing        | Mercury    | 367    | 501,322 (806,799) | 4 h 09 min 33 s | 120,534            |            |
| 1977  | 5 septembre        | David Pearson    | Wood Brothers Racing        | Mercury    | 367    | 501,322 (806,799) | 4 h 41 min 48 s | 106,797            |            |
| 1978  | 4 septembre        | Cale Yarborough  | Junior Johnson & Associates | Oldsmobile | 367    | 501,322 (806,799) | 4 h 17 min 46 s | 116,828            |            |
| 1979  | 3 septembre        | David Pearson    | Rod Osterlund Racing        | Chevrolet  | 367    | 501,322 (806,799) | 3 h 58 min 14 s | 126,259            |            |
| 1980  | 1er septembre      | Terry Labonte    | Billy Hagan                 | Chevrolet  | 367    | 501,322 (806,799) | 4 h 21 min 05 s | 115,210            |            |
| 1981  | 7 septembre        | Neil Bonnett     | Wood Brothers Racing        | Ford       | 367    | 501,322 (806,799) | 3 h 57 min 57 s | 126,410            |            |
| 1982  | 6 septembre        | Cale Yarborough  | M. C. Anderson Racing       | Buick      | 367    | 501,322 (806,799) | 4 h 21 min 00 s | 115,224            |            |
| 1983  | 5 septembre        | Bobby Allison    | DiGard Motorsports          | Buick      | 367    | 501,322 (806,799) | 4 h 03 min 52 s | 123,343            |            |
| 1984  | 2 septembre        | Harry Gant       | Mach 1 Racing               | Chevrolet  | 367    | 501,322 (806,799) | 3 h 54 min 02 s | 128,270            |            |
| 1985  | 1er septembre      | Bill Elliott     | Melling Racing              | Ford       | 367    | 501,322 (806,799) | 4 h 08 min 02 s | 121,254            |            |
| 1986  | 31 août            | Tim Richmond     | Hendrick Motorsports        | Chevrolet  | 367    | 501,322 (806,799) | 4 h 08 min 45 s | 121,068            |            |
| 1987  | 6 septembre        | Dale Earnhardt   | Richard Childress Racing    | Chevrolet  | 202    | 275,932 (444,069) | 2 h 23 min 19 s | 115,520            | [ Note 2 ] |
| 1988  | 4 septembre        | Bill Elliott     | Melling Racing              | Ford       | 367    | 501,322 (806,799) | 3 h 54 min 27 s | 128,297            |            |
| 1989  | 3 septembre        | Dale Earnhardt   | Richard Childress Racing    | Chevrolet  | 367    | 501,322 (806,799) | 3 h 42 min 03 s | 135,462            |            |
| 1990  | 2 septembre        | Dale Earnhardt   | Richard Childress Racing    | Chevrolet  | 367    | 501,322 (806,799) | 4 h 04 min 16 s | 123,141            |            |
| 1991  | 1 septembre        | Harry Gant       | Leo Jackson Racing          | Oldsmobile | 367    | 501,322 (806,799) | 3 h 45 min 18 s | 133,508            |            |
| 1992  | 6 septembre        | Darrell Waltrip  | DarWal, Inc.                | Chevrolet  | 298    | 407,068 (655,112) | 3 h 09 min 10 s | 129,114            | [ Note 1 ] |
| 1993  | 5 septembre        | Mark Martin      | Roush Racing                | Ford       | 351    | 479,466 (771,625) | 3 h 28 min 34 s | 137,932            | [ Note 2 ] |
| 1994  | 4 septembre        | Bill Elliott     | Junior Johnson & Associates | Ford       | 367    | 501,322 (806,799) | 3 h 55 min 05 s | 127,952            |            |
| 1995  | 3 septembre        | Jeff Gordon      | Hendrick Motorsports        | Chevrolet  | 367    | 501,322 (806,799) | 4 h 08 min 07 s | 121,231            |            |
| 1996  | 1er septembre      | Jeff Gordon      | Hendrick Motorsports        | Chevrolet  | 367    | 501,322 (806,799) | 3 h 41 min 34 s | 135,757            |            |
| 1997  | 31 août            | Jeff Gordon      | Hendrick Motorsports        | Chevrolet  | 367    | 501,322 (806,799) | 4 h 08 min 17 s | 121,149            |            |
| 1998  | 6 septembre        | Jeff Gordon      | Hendrick Motorsports        | Chevrolet  | 367    | 501,322 (806,799) | 3 h 36 min 21 s | 139,031            |            |
| 1999  | 5 septembre        | Jeff Burton      | Roush Racing                | Ford       | 270    | 368,820 (593,558) | 3 h 25 min 15 s | 107,816            | [ Note 2 ] |
| 2000  | 3 septembre        | Bobby Labonte    | Joe Gibbs Racing            | Pontiac    | 328    | 448,048 (721,063) | 4 h 08 min 20 s | 108,273            | [ Note 1 ] |
| 2001  | 2 septembre        | Ward Burton      | Bill Davis Racing           | Dodge      | 367    | 501,322 (806,799) | 4 h 05 min 00 s | 122,773            |            |
| 2002  | 1er septembre      | Jeff Gordon      | Hendrick Motorsports        | Chevrolet  | 367    | 501,322 (806,799) | 4 h 13 min 35 s | 118,617            |            |
| 2003  | 31 août            | Terry Labonte    | Hendrick Motorsports        | Chevrolet  | 367    | 501,322 (806,799) | 4 h 09 min 08 s | 120,733            |            |
| 2004  | 14 novembre        | Jimmie Johnson   | Hendrick Motorsports        | Chevrolet  | 367    | 501,322 (806,799) | 4 h 00 min 33 s | 125,044            |            |
| 2005  | 7 mai              | Greg Biffle      | Roush Racing                | Ford       | 370    | 505,420 (813,394) | 4 h 06 min 29 s | 123,031            | [ Note 3 ] |
| 2006  | 13 mai             | Greg Biffle      | Roush Racing                | Ford       | 367    | 501,322 (806,799) | 3 h 42 min 36 s | 135,127            |            |
| 2007  | 13 mai             | Jeff Gordon      | Hendrick Motorsports        | Chevrolet  | 367    | 501,322 (806,799) | 4 h 01 min 50 s | 124,372            | [ Note 4 ] |
| 2008  | 10 mai             | Kyle Busch       | Joe Gibbs Racing            | Toyota     | 367    | 501,322 (806,799) | 3 h 34 min 19 s | 140,350            |            |
| 2009  | 9 mai              | Mark Martin      | Hendrick Motorsports        | Chevrolet  | 367    | 501,322 (806,799) | 4 h 11 min 19 s | 119,687            |            |
| 2010  | 8 mai              | Denny Hamlin     | Joe Gibbs Racing            | Toyota     | 367    | 501,322 (806,799) | 3 h 57 min 35 s | 126,605            |            |
| 2011  | 7 mai              | Regan Smith      | Furniture Row Racing        | Chevrolet  | 370    | 505,420 (813,394) | 3 h 53 min 51 s | 129,678            | [ Note 3 ] |
| 2012  | 12 mai             | Jimmie Johnson   | Hendrick Motorsports        | Chevrolet  | 368    | 502,688 (808,997) | 3 h 45 min 25 s | 133,802            | [ Note 3 ] |
| 2013  | 11 mai             | Matt Kenseth     | Joe Gibbs Racing            | Toyota     | 367    | 501,322 (806,799) | 3 h 32 min 45 s | 141,383            |            |
| 2014  | 12 avril           | Kevin Harvick    | Stewart-Haas Racing         | Chevrolet  | 374    | 510,884 (822,188) | 3 h 53 min 37 s | 131,211            | [ Note 5 ] |
| 2015  | 6 septembre        | Carl Edwards     | Joe Gibbs Racing            | Toyota     | 367    | 501,322 (806,799) | 4 h 28 min 35 s | 111,993            |            |
| 2016  | 4 septembre        | Martin Truex Jr. | Furniture Row Racing        | Toyota     | 367    | 501,322 (806,799) | 3 h 57 min 54 s | 126,437            |            |
| 2017  | 3 septembre        | Denny Hamlin     | Joe Gibbs Racing            | Toyota     | 367    | 501,322 (806,799) | 3 h 46 min 34 s | 132,761            |            |
| 2018  | 2 septembre        | Brad Keselowski  | Team Penske                 | Ford       | 367    | 501,322 (806,799) | 3 h 48 min 54 s | 131,408            |            |
| 2019  | 1er et 2 septembre | Erick Jones      | Joe Gibbs Racing            | Toyota     | 367    | 501,322 (806,799) | 3 h 44 min 46 s | 133,825            | [ Note 6 ] |
| 2020  | 6 septembre        | Kevin Harvick    | Steward-Haas Racing         | Ford       | 367    | 501,322 (806,799) | 3 h 47 min 26 s | 132,256            |            |
| 2021  | 5 septembre        | Denny Hamlin     | Joe Gibbs Racing            | Toyota     | 367    | 501,322 (806,799) | 4 h 08 min 01 s | 195,180            |            |
| 2022  | 4 septembre        | Erik Jones       | Petty GMS Motorsports       | Chevrolet  | 367    | 501,322 (806,799) | 4 h 09 min 49 s | 193,775            |            |
| 2023  | 3 septembre        | Kyle Larson      | Hendrick Motorsports        | Chevrolet  | 367    | 501,322 (806,799) | 4 h 08 min 47 s | 194,579            |            |
| 2024  | 1er septembre      | Chase Briscoe    | Stewart-Haas Racing         | Ford       | 367    | 501,322 (806,799) | 3 h 55 min 14 s | 205,674            |            |

Notes : 1. 
2. 
3. 
4. 
5. 
6. 

### Longueurs de la course
- 1950–1952 : 1,250 milles (2,012 km)
- 1953–1969 : 1,375 milles (2,213 km)
- 1970–présent : 1,366 milles (2,198 km)

### Statistiques par pilotes
| Nb. | Pilote           | Saison                             |
| --- | ---------------- | ---------------------------------- |
| 6   | Jeff Gordon      | 1995, 1996, 1997, 1998, 2002, 2007 |
| 5   | Cale Yarborough  | 1968, 1973, 1974, 1978, 1982       |
| 4   | Bobby Allison    | 1971, 1972, 1975, 1983             |
| 3   | Herb Thomas      | 1951, 1954, 1955                   |
| 3   | Buck Baker       | 1953, 1960, 1964                   |
| 3   | David Pearson    | 1976, 1977, 1979                   |
| 3   | Dale Earnhardt   | 1987, 1989, 1990                   |
| 3   | Bill Elliott     | 1985, 1988, 1994                   |
| 3   | Denny Hamlin     | 2010, 2017, 2021                   |
| 2   | Fireball Roberts | 1958, 1963                         |
| 2   | Harry Gant (en)  | 1984, 1991                         |
| 2   | Terry Labonte    | 1980, 2003                         |
| 2   | Mark Martin      | 1993, 2009                         |
| 2   | Jimmie Johnson   | 2004, 2012                         |
| 2   | Greg Biffle      | 2005, 2006                         |
| 2   | Kevin Harvick    | 2014, 2020                         |
| 2   | Erik Jones       | 2019, 2022                         |

### Statistiques par écuries
| Nb. | Écurie                      | Saison                                                                 |
| --- | --------------------------- | ---------------------------------------------------------------------- |
| 12  | Hendrick Motorsports        | 1986, 1995, 1996, 1997, 1998, 2002, 2003, 2004, 2007, 2009, 2012, 2023 |
| 8   | Joe Gibbs Racing            | 2000, 2008, 2010, 2013, 2015, 2017, 2018, 2021                         |
| 4   | Junior Johnson & Associates | 1969, 1974, 1978, 1994                                                 |
| 4   | Roush Racing                | 1993, 1999, 2005, 2006                                                 |
| 4   | Wood Brothers Racing        | 1968, 1976, 1977, 1981                                                 |
| 3   | Herb Thomas                 | 1951, 1954, 1955                                                       |
| 3   | Richard Childress Racing    | 1987, 1989, 1990                                                       |
| 3   | Steward-Haas Racing         | 2014, 2020, 2024                                                       |
| 2   | Holman-Moody (en)           | 1963, 1971                                                             |
| 2   | Richard Howard              | 1972, 1973                                                             |
| 2   | Melling Racing              | 1985, 1988                                                             |
| 2   | Furniture Row Racing        | 2011, 2016                                                             |
| 2   | Team Penske                 | 1975, 2018                                                             |

### Statistiques par marques
| Nb. | Marque     | Saison |
| --- | ---------- | --- |
| 29  | Chevrolet  | 1955, 1957, 1958, 1959, 1972, 1973, 1974, 1979, 1980, 1984, 1986, 1987, 1989, 1990, 1992, 1995, 1996, 1997, 1998, 2002, 2003, 2004, 2007, 2009, 2011, 2012, 2014, 2022, 2023 |
| 17  | Ford       | 1956, 1961, 1962, 1963, 1965, 1969, 1981, 1985, 1988, 1993, 1994, 1999, 2005, 2006, 2018, 2020, 2024                                                                         |
| 8   | Toyota     | 2008, 2010, 2013, 2015, 2016, 2017, 2019, 2021 |
| 5   | Mercury    | 1966, 1968, 1971, 1976, 1977 |
| 4   | Oldsmobile | 1952, 1953, 1978, 1991 |
| 3   | Dodge      | 1964, 1970, 2001 |
| 2   | Hudson     | 1951, 1954 |
| 2   | Plymouth   | 1950, 1967 |
| 2   | Buick      | 1982, 1983 |
| 2   | Pontiac    | 1960, 2000 |
| 1   | AMC        | 1975 |